# 岐阜護國神社
岐阜護國神社（ぎふごこくじんじゃ）は、岐阜県岐阜市にある神社（護國神社）である。岐阜城の築かれた金華山の北麓に鎮座する。戊辰戦争から第二次世界大戦に至るまでの、岐阜・中濃・東濃各地区出身の英霊37,800余柱を祀る。神紋は菊に桜。
春は桜の名所として境内の早咲きの鵜飼桜（江戸彼岸桜）が有名である。岐阜市内で最も早く開花するこの桜は、幹周り約2.5m、樹高約8 m、樹齢100年以上と古く、春の訪れと共に多くの花を咲かせる。かつては桜の咲き具合で鵜飼の鮎の漁獲量を占ったので鵜飼桜の名が付いたという。岐阜公園・長良川堤の桜と併せて、飛騨・美濃さくら三十三選の一つに選ばれている。
近年では、本殿での神前結婚式が数多く執り行われており、平和を打ち立てる神、家内安全の神として崇敬されている。併設のせいらん会館では結婚披露宴も行われる。

## 歴史

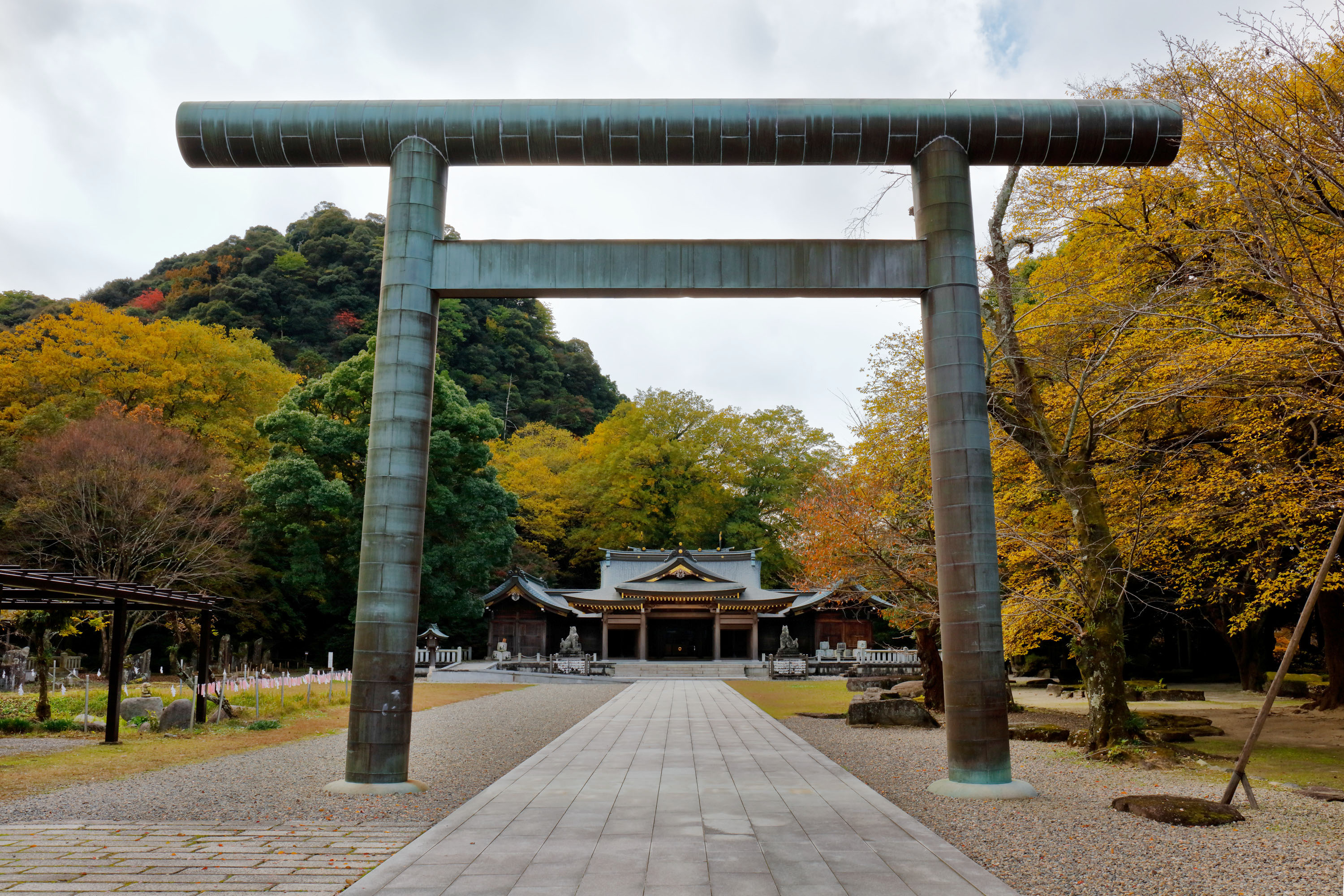
鳥居から本殿を望む

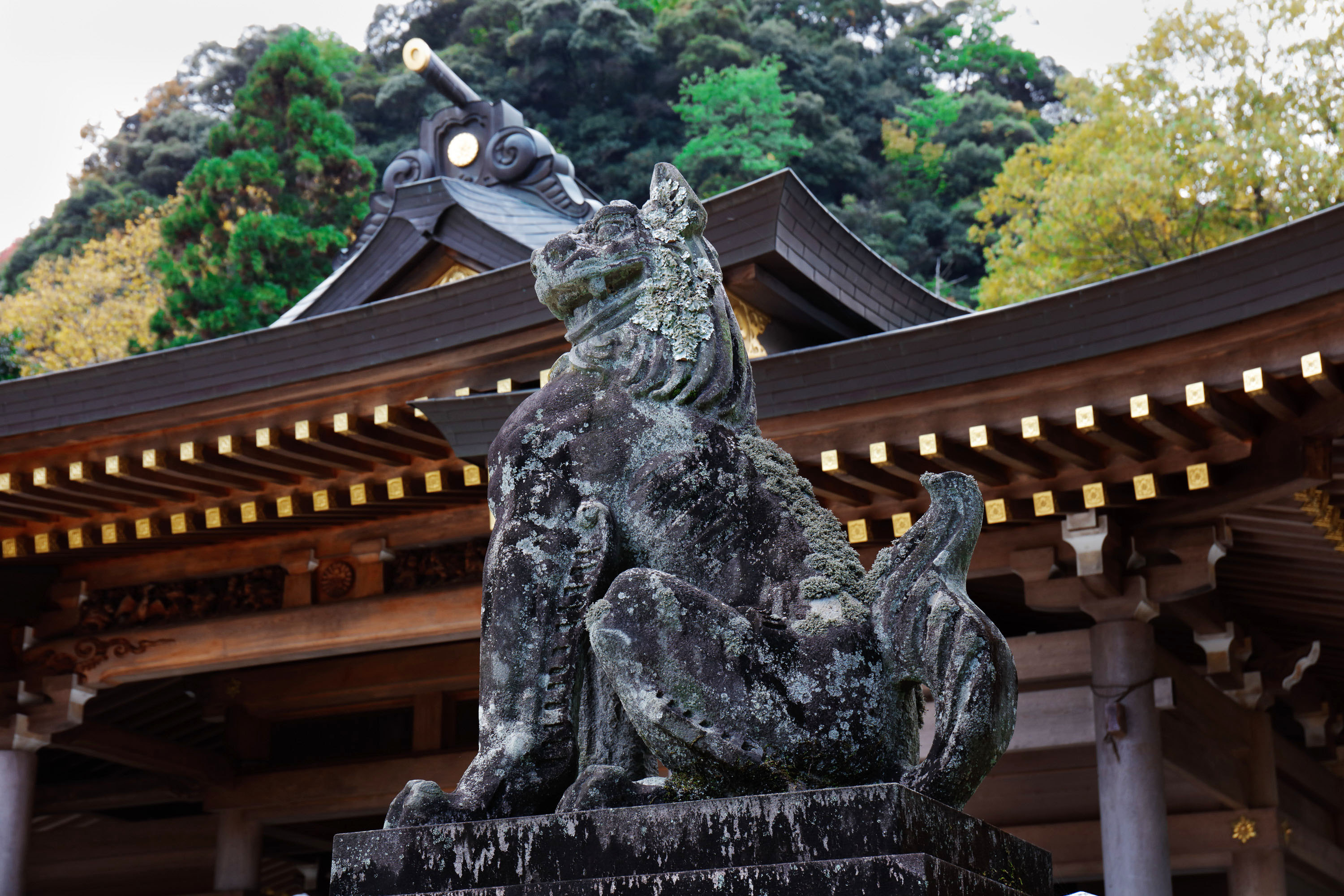
狛犬

岐阜県内には、1870年（明治3年）に大垣城内に大垣招魂社（後の濃飛護國神社）、1909年（明治42年）に高山城址に飛騨招魂社（後の飛騨護國神社）が創建されていたが、岐阜市ほか10郡には招魂社がなかった。日露戦争後の1908年（明治41年）、岐阜市郊外の稲葉郡北長森村（現・岐阜市野一色）に陸軍歩兵第68聯隊が設置され、1917年（大正6年）に稲葉郡那加村（現・各務原市）に陸軍各務原飛行場が開設されると、当地出身の英霊を祀る招魂社建立の機運が高まった。1918年（大正7年）に歩兵第68聯隊は岐阜県知事、市町村長及び在郷軍人などの有志と共に招魂社の創建を企画したが実現しなかった。
1937年（昭和12年）の支那事変勃発に伴い、1939年（昭和14年）3月10日に2市10郡209ケ村の代表者が内務省へ創立を出願し、同年6月19日に内務大臣から創立許可を受けた。翌1940年（昭和15年）11月に社殿が竣工、同19日に鎮座の儀、翌20日に幣帛供進の儀が執り行われて創建された。なお、1939年（昭和14年）4月1日に施行された「招魂社ヲ護國神社ト改称スルノ件」（昭和14年3月15日内務省令第12號）により、招魂社は護國神社と名称が改められていたので、創建当初から「岐阜護國神社」と称し、内務大臣指定護国神社に指定された。
前述の通り、1939年（昭和14年）に招魂社制度が改正され、名称も護国神社と改称して社格が与えられることになったのを機会に、岐阜県では大垣市の官祭招魂社（大垣招魂社）を第9師団管下（西濃1市5郡及び飛騨1市3郡）を崇敬区域とする県社濃飛護國神社とし、第3師団管下（岐阜市ほか10郡）を崇敬区域とする県社岐阜護國神社を創建する方針を建て、県社岐阜護國神社創建奉賛会（後に御造営奉賛会に改称）が組織された。奉賛会の会長に岐阜県知事、副会長に岐阜県学務部長、岐阜県町村長会会長に嘱託し、岐阜県社寺兵事課長が理事長を務めた。護国神社の敷地は岐阜公園の北側にある岐阜市所有の用地を寄付してもらい、有志者の勤労奉仕により長良川の川原から土砂を運んで埋め立てると同時に、県内各方面からの献木を植樹して神苑を整備した。これらに従事した奉仕者は延べ十万人に及んだ。社殿等の設計は建築は神戸市の香川工務所に依頼し、建築は内務省神社局の指示により大阪市の吉川工務所が施行した。本殿その他の調度品や祭典用具等は東京の専門店に注文して謹製することにした。
奉安する霊璽簿（名簿）の調製については岐阜県製紙試験場に依頼して特別の料紙を抄いてもらい、用紙の印刷についても西濃印刷の印刷機械をお祓いして印刷する等の処置を施した。また、靖国神社に依頼して祭神名簿の写しを入手し、斉戒沐浴した2名の神職が岐阜県の正庁で謹書した。本殿の扉や屋根の千木・鰹木には純金を使用する設計になっていたが、当時、金の販売が禁止されて輸送できなかったことから、金箔を黒く塗って輸送したとされる。なお、建設費の予算額は16万円（当時）だったが、時局関係或いは物価高騰により当初の予算額では償えず、最終的な更正予算額は26万4120円（当時）まで増額している。
第二次世界大戦後の1948年（昭和23年）5月7日に美濃御霊神社と改称したが、主権回復後の1953年（昭和28年）3月20日に旧称に復した。同年5月に神社本庁の別表神社に加列している。1952年（昭和27年）10月に岐阜県神社庁より県神社庁長参向指定神社（金幣社）の指定を受ける。1962年（昭和37年）5月26日に昭和天皇・香淳皇后による御親拝が行われている。
1975年（昭和50年）には終戦30周年記念事業で鎮霊社が創建され、神苑大八洲が築造されたほか、1976年（昭和51年）9月には終戦30周年記念事業奉賛会の拠金により大鳥居が建て替えられている。1995年（平成7年）には終戦50周年記念事業として拝殿（外拝殿）が竣工している。

## 施設

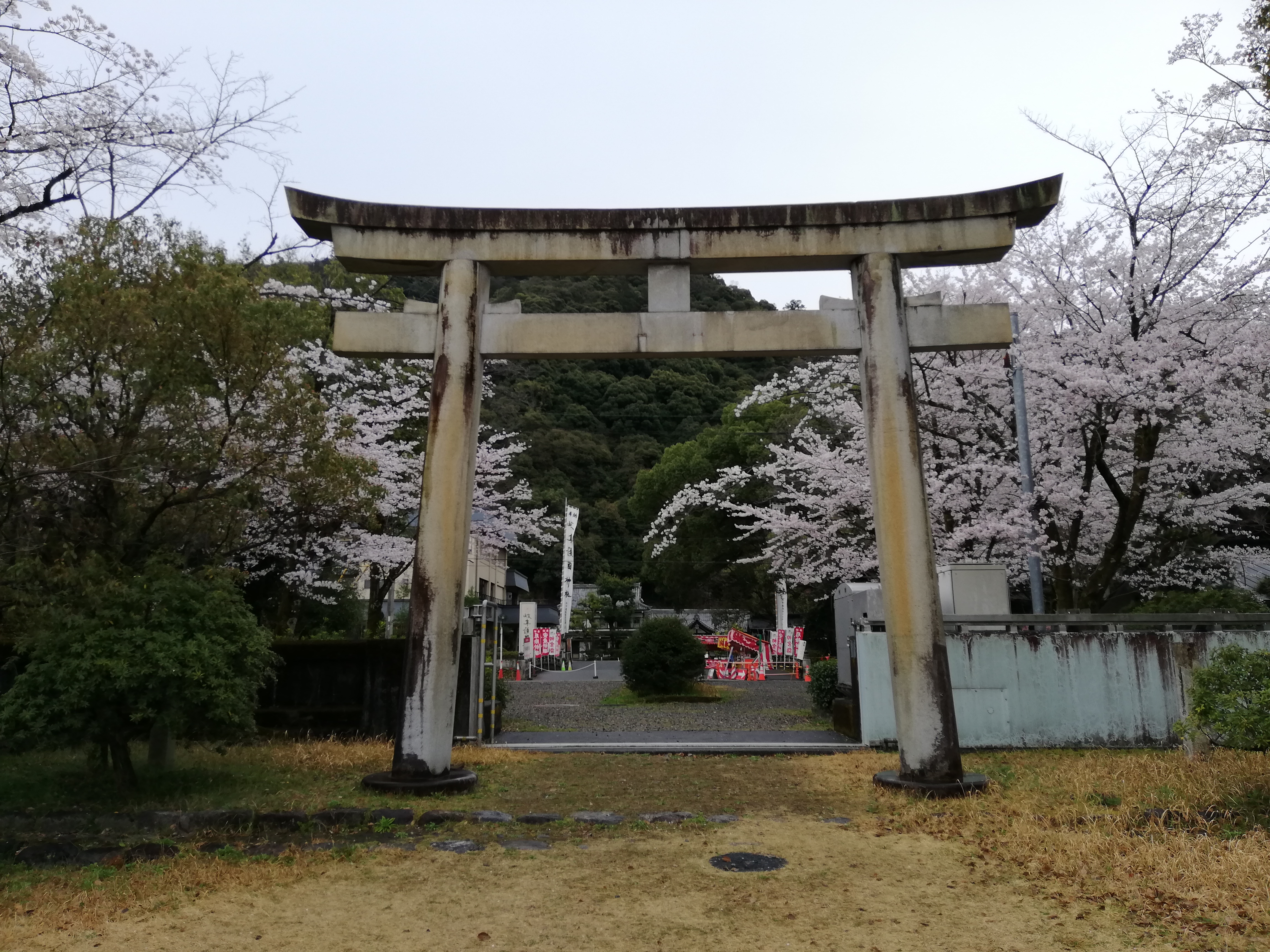
岐阜市道上材木町鏡岩線沿いの鳥居と陸閘（水色の鉄扉）

境内に、戦災犠牲者（空襲や海外移民、敵味方を問わず）及び無縁の遺族や遺骨を祀る鎮霊社があるほか、英霊の霊璽簿（名簿）を護る耐火耐震造の霊璽簿奉安殿、河童大明神を祀る河童堂、当社の祭神である英霊を支えた女性（母、妻、恋人など）を女神として祀る足乳根宮などがある。せいらん会館は神社の付帯施設で、以前は「ホテルせいらん」として営業していたが、2007年（平成19年）4月に営業終了、2009年（平成21年）6月に全面リニューアルし、神社の参集殿・結婚披露宴のみの営業となった。また、参集所の1階には岐阜県遺族会の事務所が入居する。絵馬が500円でお守り1000円が社務所で授与される。
本神社は長良川河畔に位置するため、浸水を防ぐために境内を囲むように防水壁が設けられており、岐阜市道上材木町鏡岩線沿いの複数個所に洪水時に使用される陸閘が設けられている。絵馬が500円でお守り1000円が社務所で授与される。

## 縁切り・厄払い
自身の災厄を憑り移らせる人形（ひとがた）の一種と見做される「かわらけ」を御神石に落として割ることで、病気・怪我・災難などの悪縁との縁切り・厄払いを行う「かわらけ割り祭場」が境内に存在する。「かわらけ割り祭場」奥には愚（穢れ）を捕まえる「愚多羅愚多羅（ぐだらぐだら）」が祀られている。また、異性との縁切を祈願したい場合は、境内末社の「足乳根宮（たらちねぐう）」に参拝する。

## 祭事
- 歳旦祭（1月1日）
- 紀元祭（2月11日）
- 春季例大祭（4月12日）
- 献灯まつり（4月1日 - 4月12日、9月25日 - 10月5日）
- 夏越の大祓神事（茅の輪くぐり）（7月上旬 - 中旬）
- 河童祭（7月中旬）
- みたま祭（8月15日）
- 秋季例大祭（10月5日）
- 師走の大祓神事（12月31日）
- 除夜祭（12月31日）
- 月次祭（毎月1日・15日）
- 永代祭（毎月2回 - 6回）

## 文化財
- 岐阜県指定重要文化財
  - 刀 銘 近江守源久道（陸軍中将 鷹森孝奉納・1977年3月11日指定）[20]

## 近隣施設
- 岐阜公園
- 岐阜城
- 長良川温泉

## 参考画像

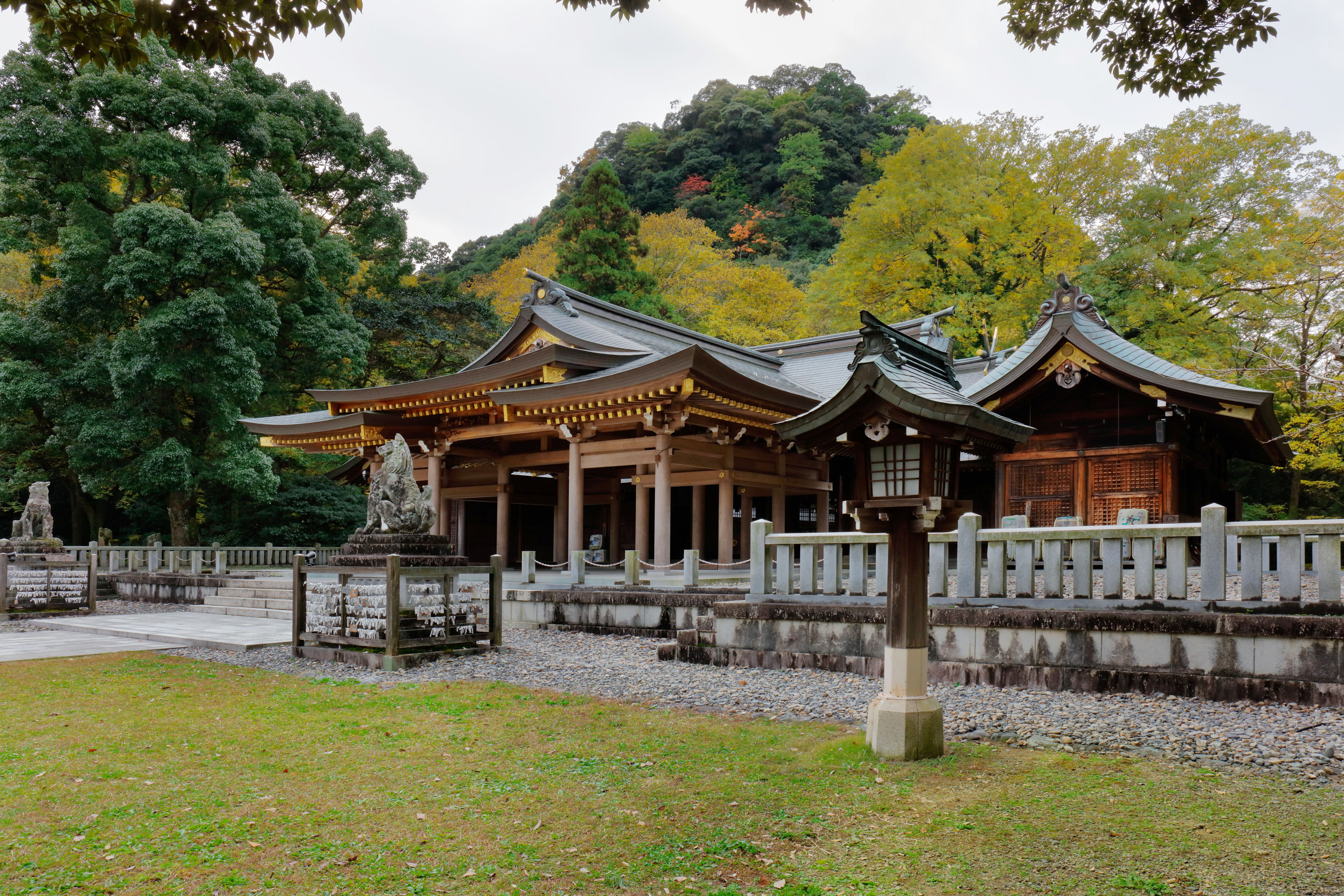
本殿
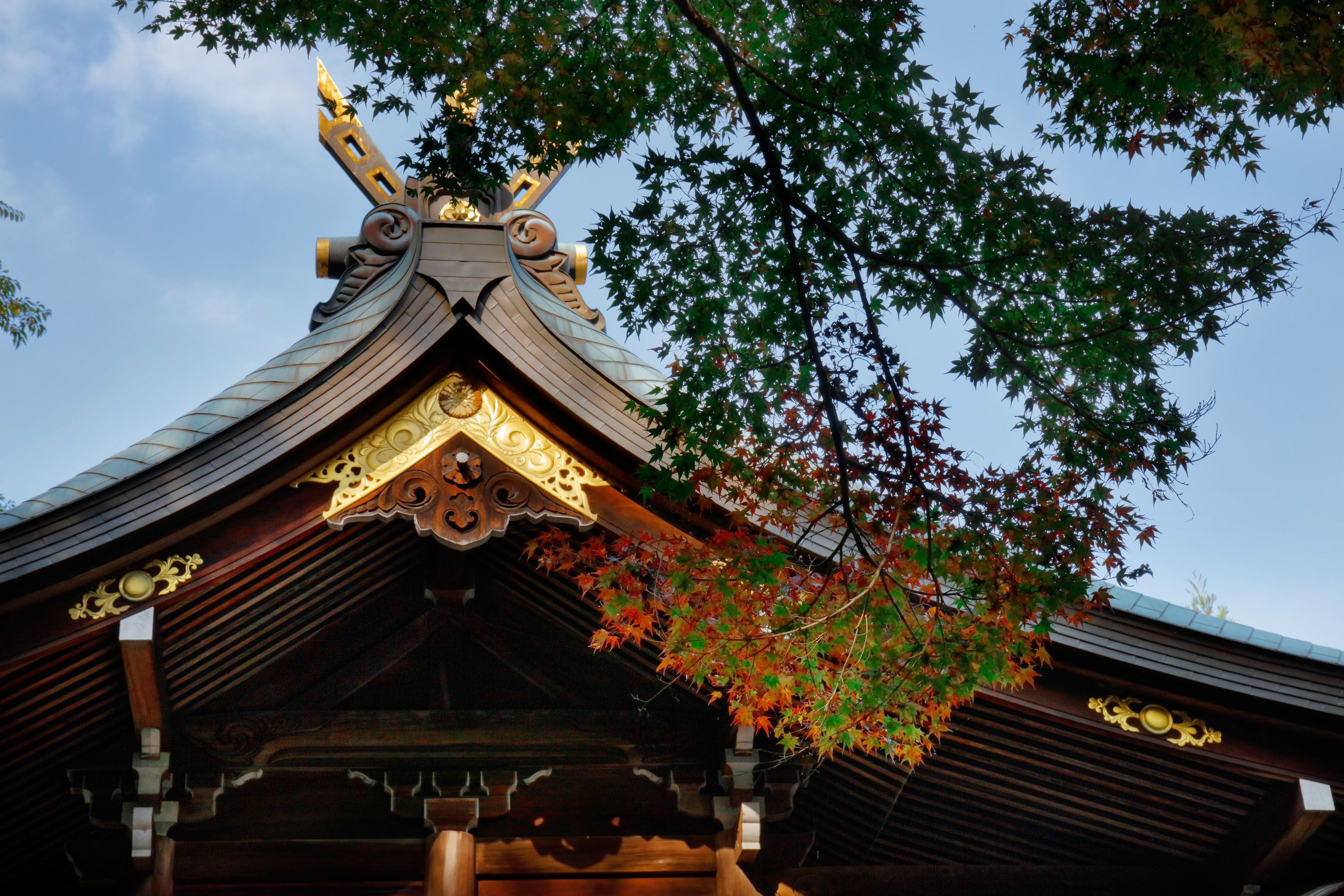
本殿屋根
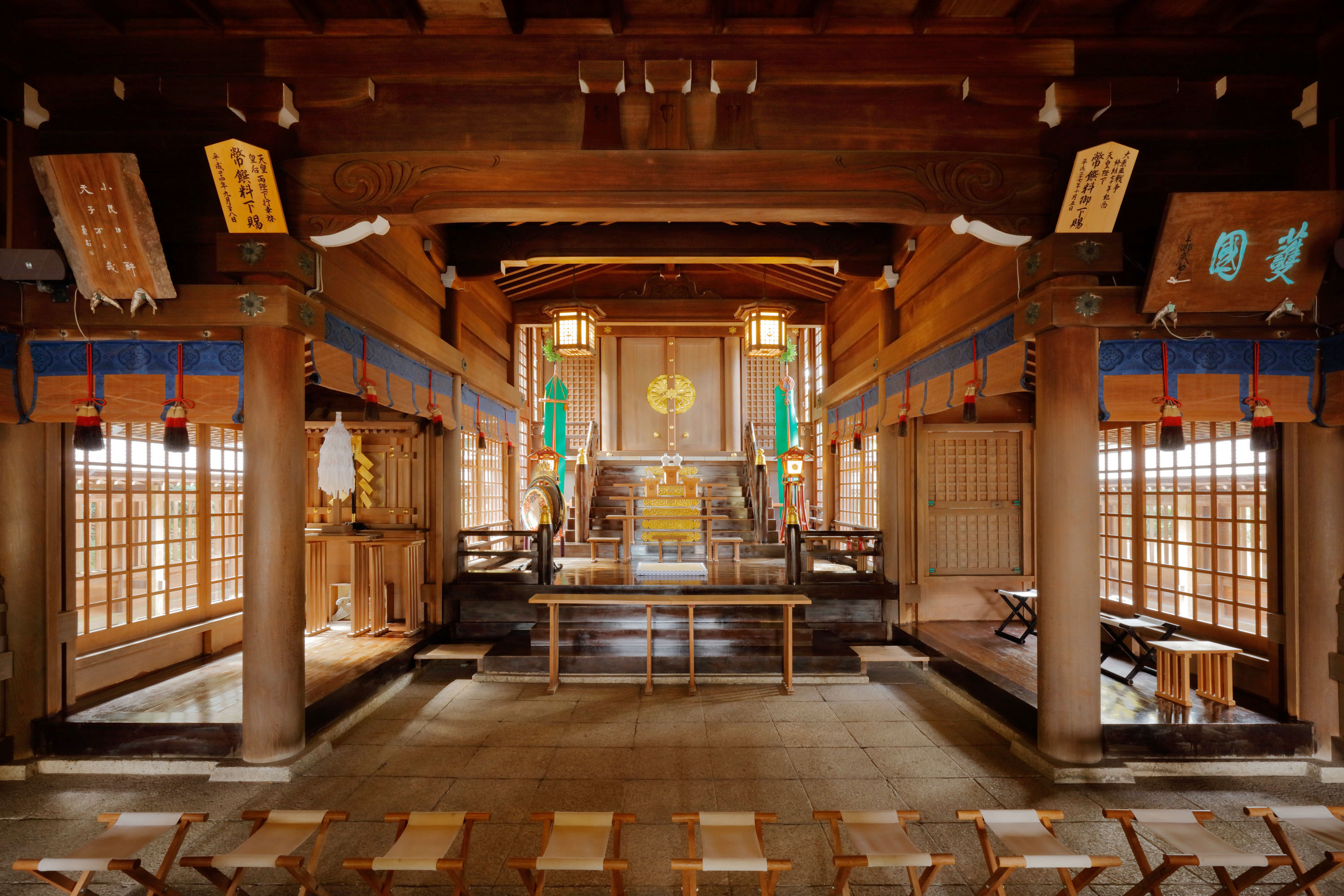
拝殿
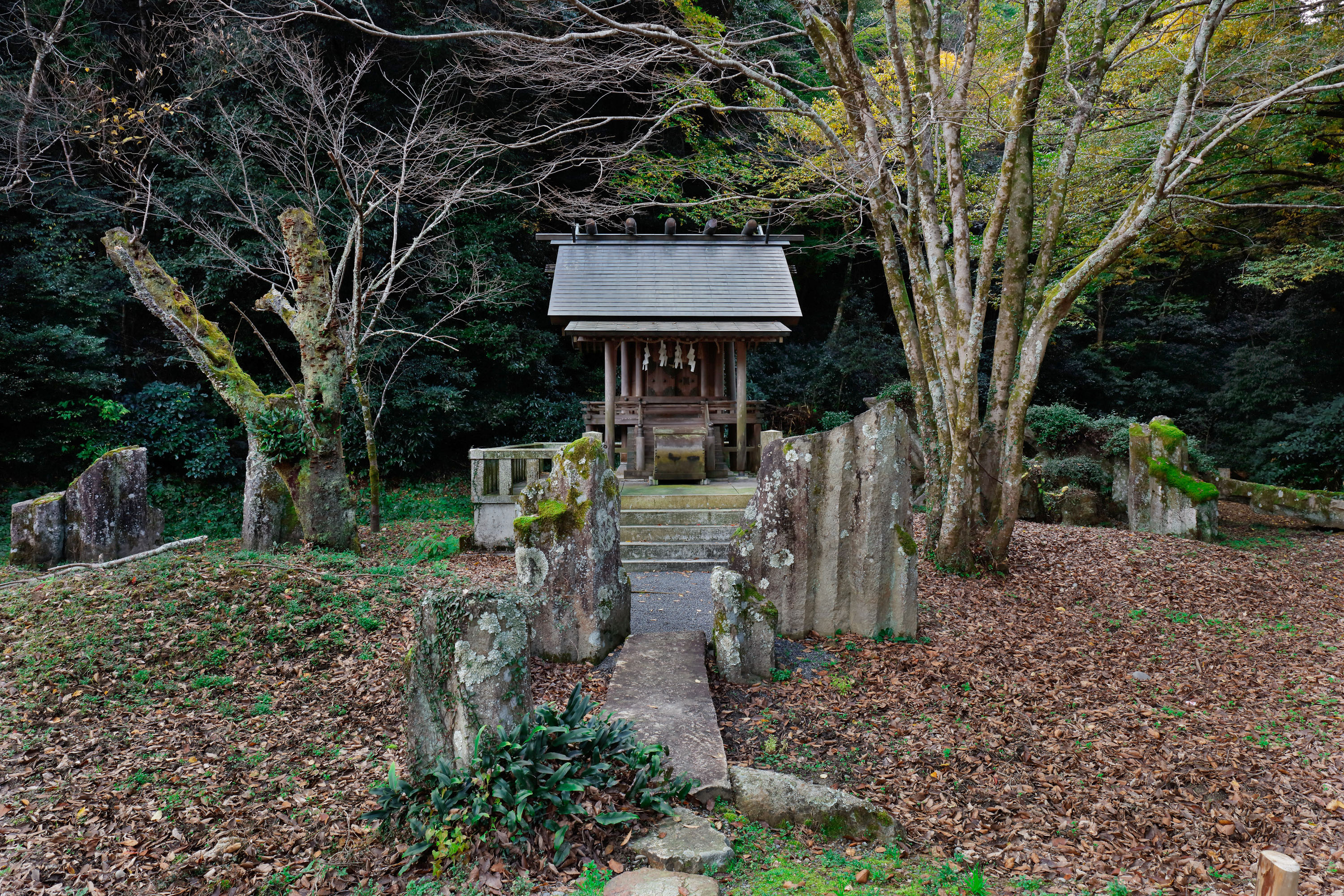
霊璽簿奉安殿
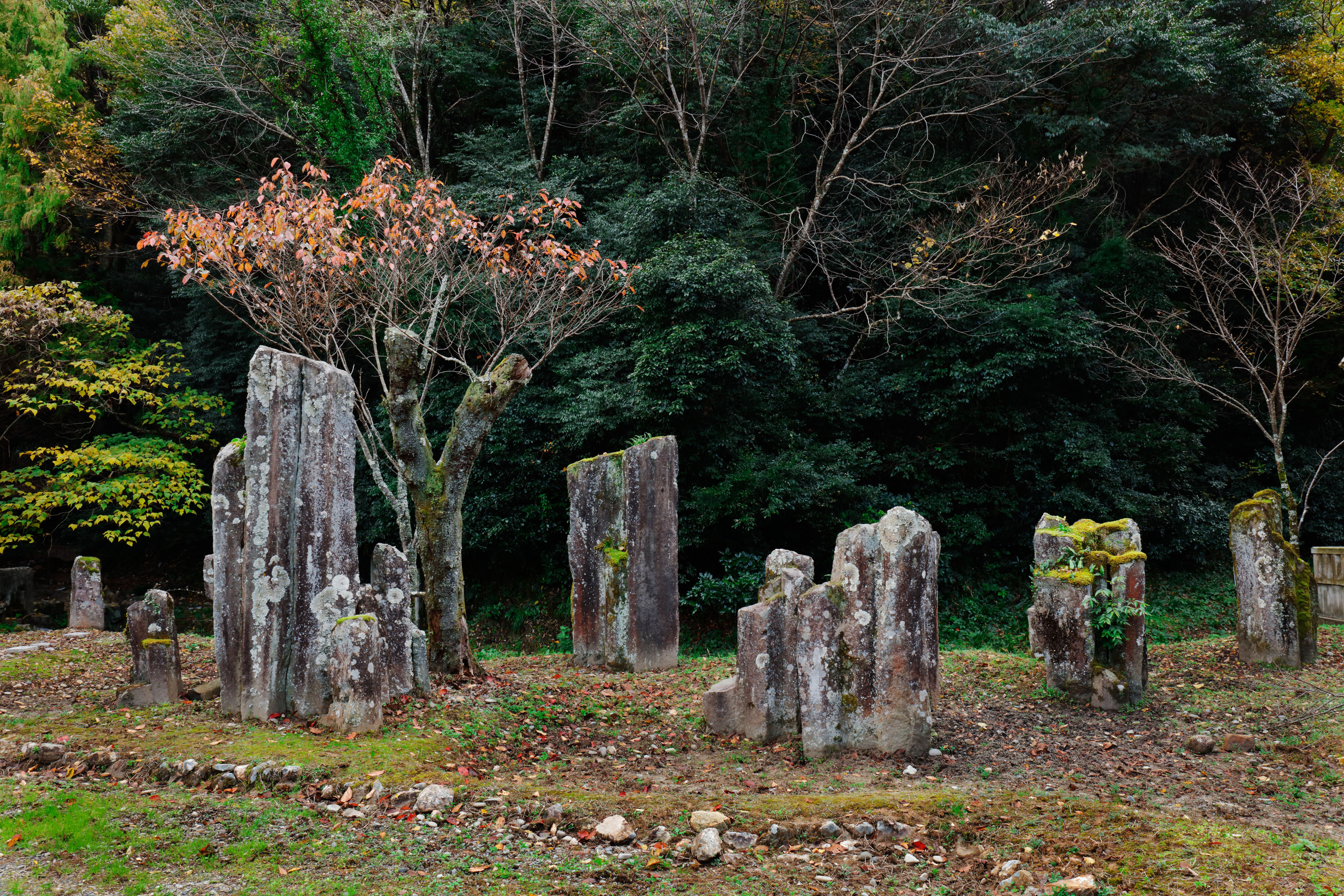
立石群
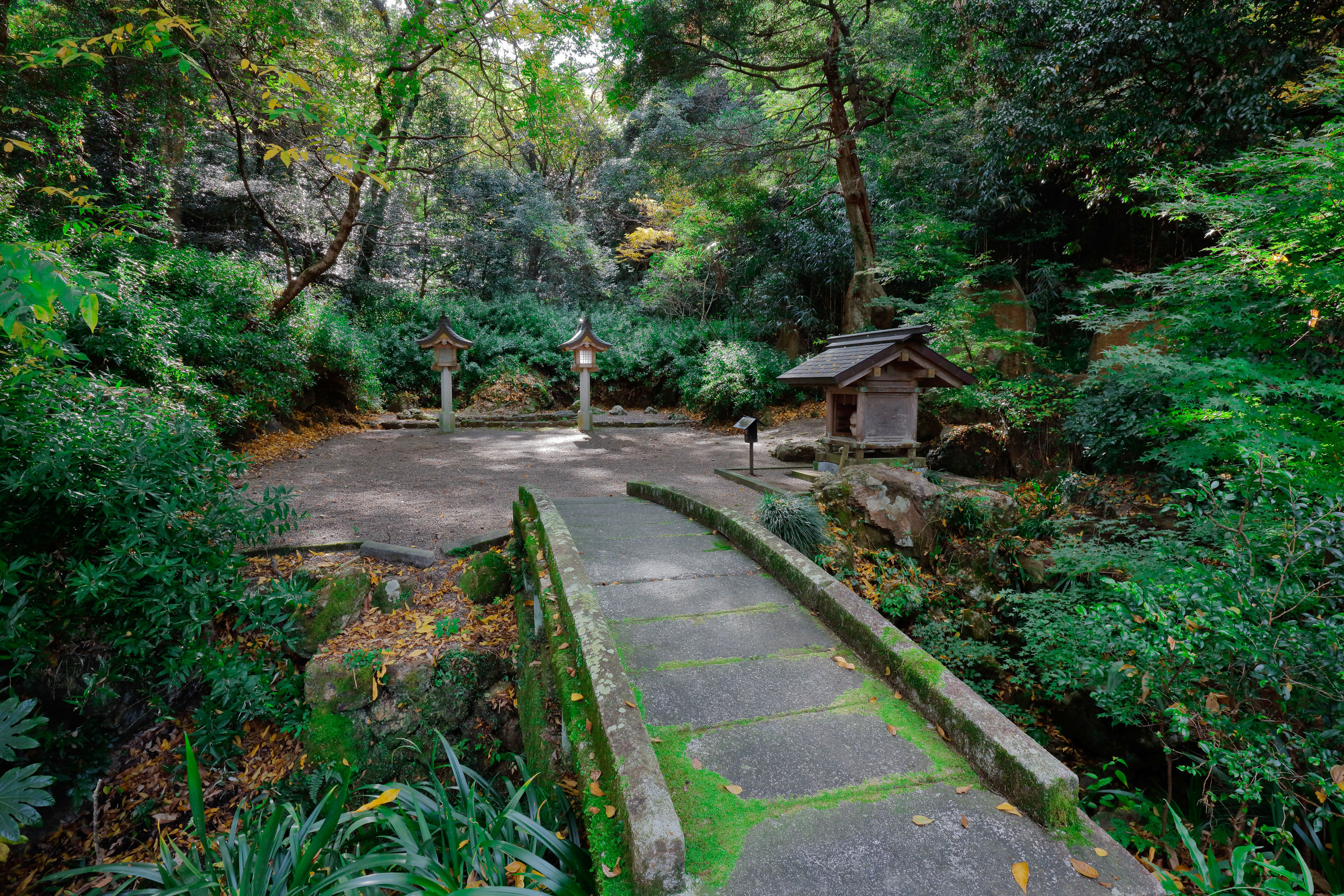
招魂祭場
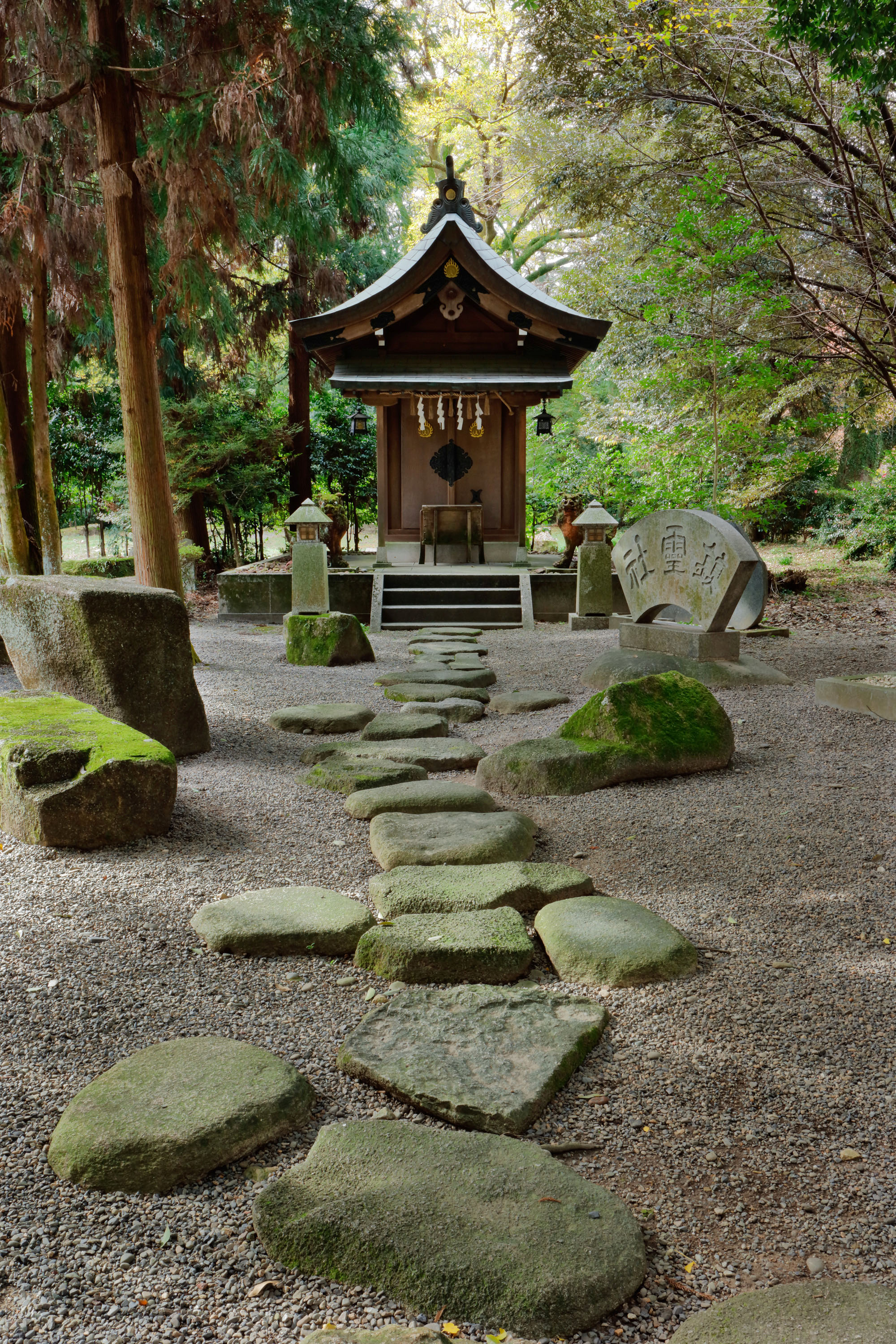
鎮霊舎
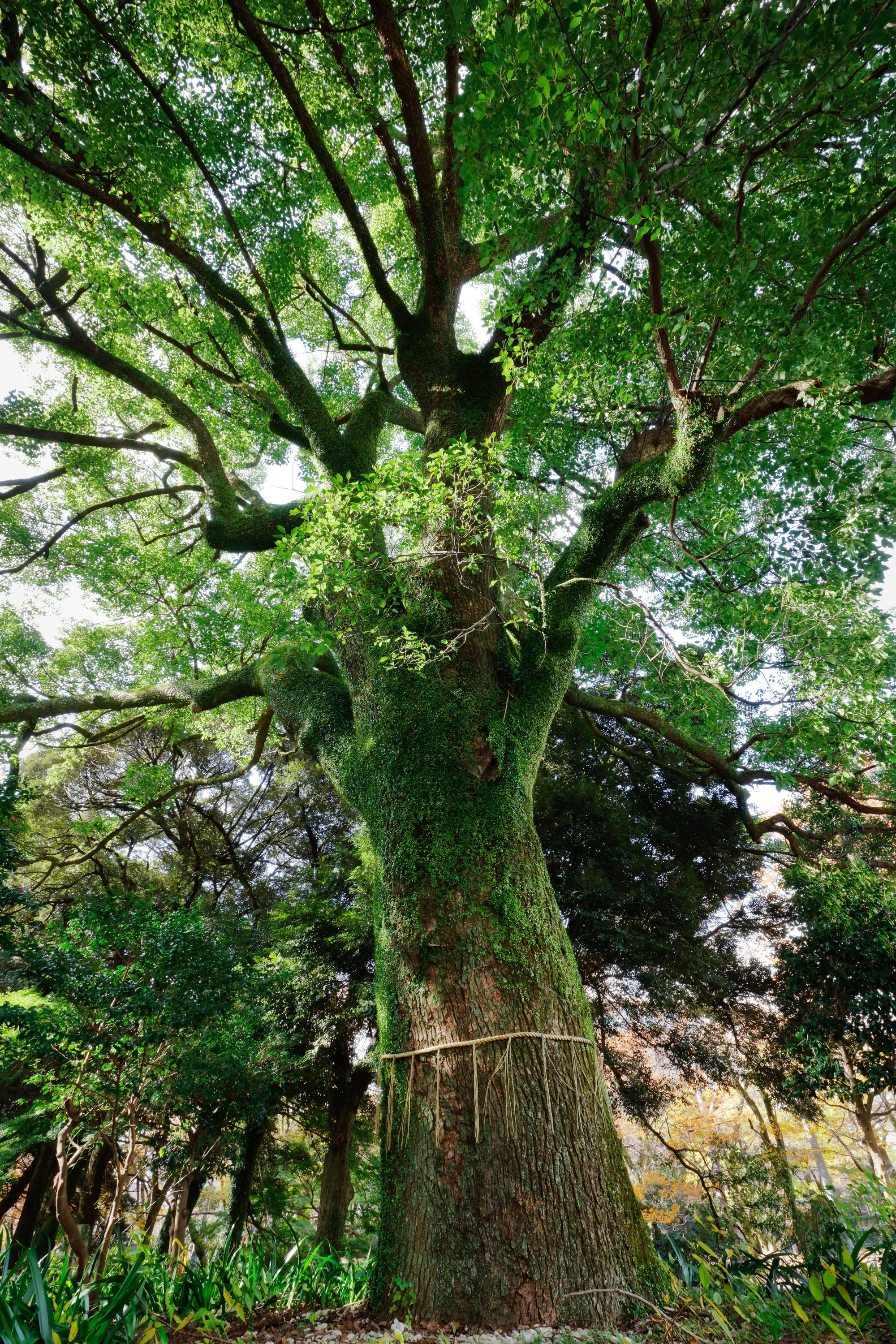
ご神木の楠
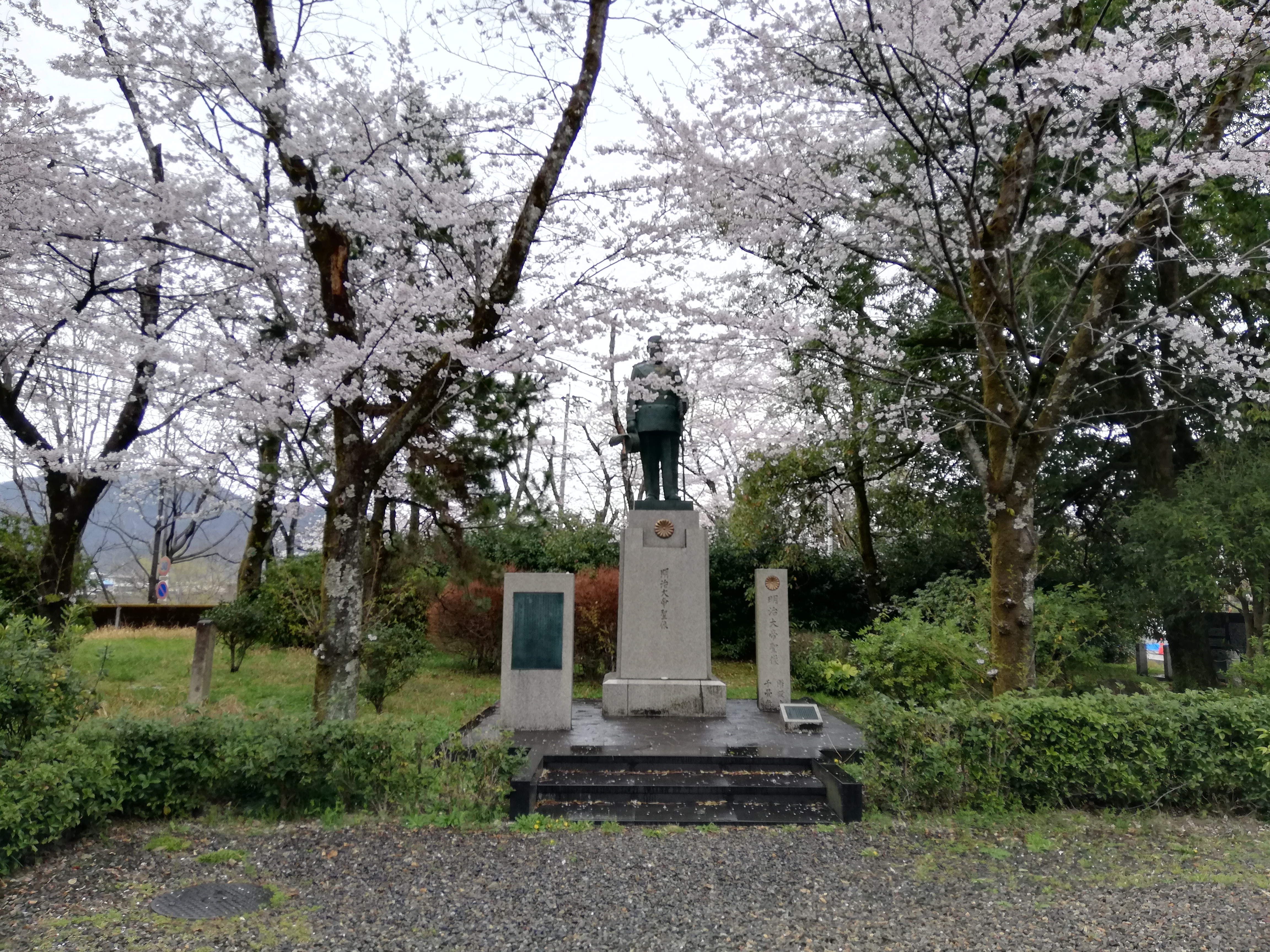
明治大帝聖像